# Times New Roman
Times New Roman, även Times eller Times Roman, är världens kanske mest använda typsnitt. Den ursprungliga versionen skapades av Victor Lardent för Stanley Morison i London år 1931. Namnet kommer från beställaren, den engelska tidningen The Times, som började använda teckensnittet den 3 oktober 1932. Ett kännetecken för Times är att det tar väldigt liten horisontell plats, och det har därför varit populärt även bland andra tidningar då man har kunnat spara papper.
Huruvida typsnittets namn är Times, Times Roman eller Times New Roman kan diskuteras. Times används egentligen inte alls, eftersom Times Roman är det namn som Linotype registrerade, medan Times New Roman registrerades av Monotype. Den ursprungliga designen gjordes av Monotype, och den har därefter licensierats till Linotype som i sin tur har licensierat den vidare till bland annat Apple och Adobe. Charles Bigelow postade en läsvärd artikel i nyhetsgruppen comp.fonts i maj 1994 som beskrev alla turer bland annat kring namnet (se nedan).
Bilden i rutan till höger på den här sidan visar Times New Roman i Microsofts tappning som i TrueType-format följer med Microsoft Windows. Den är baserad på Monotypes design. Times New Roman medföljde redan Windows 3.1, i version 1.00 som omfattade 220 tecken (glyfer). Med version 2.00, som levererades med Windows 95 och Windows NT 4, uppgraderades det till att omfatta WGL4 med 654 tecken. Med Windows 95 följde också en ANSI-version med 220 tecken. I version 2.50, som levererades med Windows 98, infördes €-tecknet. Nästa större uppgradering kom med Windows 2000 och Windows 98 SE, och version 2.76 med 1 296 tecken och Windows XP och version 2.95. Version 3.00 (totalt 1 674 tecken) levererades med Windows XP SP2. Med Windows Vista levereras version 5.01, som innehåller 3 380 tecken, bland annat full uppsättning IPA-utökningar och Latin (utökad B).